# Трандуил
Тра́ндуил (корректная передача — Тра́ндуиль; синд. Thranduil) — в легендариуме Дж. Р. Р. Толкина могущественный король Лесных эльфов Лихолесья, также известного как Мирквуд. Впервые упоминается (без имени, просто как «король эльфов») в тексте повести «Хоббит, или Туда и обратно». Происходит из народа синдар.

## Биография
Сын Орофера, отец Леголаса. Когда его отец Орофер отправился с войском на помощь Элендилу в битве на Дагорладе во время Войны Последнего Союза, Трандуил согласился пойти с отцом. В этой битве Орофер погиб, а Трандуил стал лесным королём.
Точная дата рождения нигде не упоминается. Согласно тексту в «Неоконченных сказаниях», и Орофер, и Трандуил — одни из высокородных эльфов из Дориата благородных кровей, которые после его разрушения сыновьями Феанора и гномами Ногрода в начале Второй эпохи отправились на восток, и, перебравшись через Мглистые горы, основали там королевства лесных эльфов. Согласно тексту «Хоббита», он обладал волосами золотого цвета.

### Характер
У Трандуила была отличительная черта, упомянутая в книге «Хоббит, или Туда и обратно» в переводе Н. Рахмановой: «У могущественного короля лесных эльфов и в самом деле была слабость — он был скуповат. Сокровищница его ломилась от золота, серебра и алмазов, но он хотел ещё и ещё, чтобы сравняться в богатстве с прежними властелинами эльфов».

## Трандуил в событиях «Хоббита»
После улучшения отношений с гномами он воспользовался их помощью при строительстве своего подземного дворца. Помимо прочего, этот дворец также служил крепостью, сокровищницей и тюрьмой. Правда, Трандуил имел слабость к серебру и самоцветам, однако сокровищ у него было меньше, чем у эльфийских королей древности, и из-за этого он часто был с гномами в натянутых отношениях (чему, по всей вероятности, немало способствовала древняя вражда из-за разграбления Дориата гномами Ногрода), и по этой причине Трандуил весьма сурово обошёлся с Торином и его компанией.
Во дни Трандуила между эльфами Лихолесья и людьми Эсгарота были установлены развитые торговые отношения: эльфы покупали у людей продовольствие, особенно качественное вино из Дорвиниона, взамен сбывая Озёрному городу строевой лес, сплавляя его вниз по реке.
После уничтожения дракона Смауга Трандуил двинулся с эльфийским войском к Эребору, однако, узнав о бедственном положении жителей Эсгарота, помог им провиантом и отправил мастеров для помощи в постройке новых домов, взамен разрушенных Смаугом. Сам же он с армией выступил вместе с ополчением Эсгарота к Одинокой горе и осадил её вместе с Бардом-лучником, удерживая блокаду горы вплоть до подхода гномьего короля Железных Холмов Даина Железностопа.
После внезапного появления орков Мглистых гор Трандуил возглавил эльфийское воинство в Битве пяти воинств и сражался на одной стороне вместе с гномами и людьми. За это после победы Бард из своей доли сокровищ (одна четырнадцатая часть от клада Смауга) вознаградил его за участие и помощь. В подарок от Бильбо Трандуил получил серебряное ожерелье с жемчугом (подарок Даина), также известное как Ожерелье Гириона, как «плату» за всё съеденное и выпитое во дворце Трандуила, когда Бильбо вынужден был ходить невидимкой до того, как сумел устроить побег из дворца с гномами, Трандуил же нарёк его Другом эльфов.
Имя Трандуил в «Хоббите» не упоминается. При написании книги автор старался обходиться без эльфийских слов, поэтому использовал выражение «Король лесных эльфов»

## Трандуил во «Властелине Колец»
По просьбе Арагорна Трандуил держал под стражей Голлума до тех пор, пока тот не сбежал во время внезапного вторжения орков. Трандуил отправил своего сына Леголаса к Элронду, чтобы сообщить об этом. Во дни Войны Кольца его королевство подверглось атаке воинства Дол Гулдура, однако в Битве под деревьями (англ. Battle Under the Trees) эльфы Лихолесья выстояли и отбросили войска Саурона. Преследуя врага, Трандуил присоединился к армии Лориэна во главе с Келеборном и Галадриэлью и принял участие в штурме Дол Гулдура и уничтожении этого оплота Врага в Южном Лихолесье.
После падения Саурона земли под властью Трандуила стали называться Лесом Зелёных Листьев (синд. Eryn Lasgalen). Южной частью Леса стал управлять Келеборн, она получила название Восточного Лориэна; центральная же часть леса отошла беорнингам.

## Этимология имени
Имя Трандуил (Thranduil) синдарское, состоящее из двух частей: th(a)ran — «бурная» и duil — «весна».
Согласно Приложению Е к Властелину Колец, «л» подвергается некоторому смягчению на конце слова после «и», а потому верный вариант записи имени — Трандуиль.

## Концепция и создание
Профессор Оксфордского университета Томас Шиппи проводит параллели между охотой эльфийского короля в «Хоббите» и охотой короля волшебной страны в средневековой поэме «Сэр Орфео». Трандуила он называет «образом яростного, гордого, импульсивного, высокородного эльфийского короля, который поначалу заключил Торина и гномов в темницу, но в конце концов отпустил с миром, даже Бильбо». Также существует мнение о связи Трандуила и Келеборна с персонажем Кюлеборн (нем. Kuhleborn) из повести Фридриха де ла Мотт Фуке «Ундина».

## Трандуил в фильмах
В трилогии Хоббит режиссёра Питера Джексона Трандуила сыграл американский актёр Ли Пейс. Актер создал образ гордого и осторожного короля эльфов, который проживает столетие за столетием в полном одиночестве с глубокой тоской по погибшим в сражениях отцу, супруге и эльфам его народа, не позволяющего себе проявления чувств даже к своему сыну Леголасу. Интересный факт - в экранизации Трандуил выступает на огромном олене с рогами, как у лося, на съемках роль оленя исполнял конь по кличке "Лось". 
Антон Савенков — актёр, озвучивший Трандуила в русской версии кинотрилогии «Хоббит». Актеру своим голосом удалось обнажить драму героя, который под маской льда скрывает вечную боль в сердце. 
В первом фильме Хоббит: Нежданное путешествие:
- Трандуил вместе со своими эльфами-подданными приходит к Трору, несметно богатому Королю Под Горой, гномы показывают Трандуилу ценные самоцветы, которые его восхищают, но он не выражает ожидаемого гномами почтения Трору, что приводит к разрушению отношений с гномами.
- Затем при разорении Эребора драконом Смаугом, не будучи уверен в том, что сумеет справиться со змеем и не желая подвергать свой народ риску, Трандуил уходит со своей эльфийской армией в Лихолесье, не помогая Торину и его гномам и не давая им приюта, в этом эпизоде он показан верхом на большерогом олене, гномы глубоко оскорблены таким поведением эльфов.

Во втором фильме Хоббит: Пустошь Смауга: 
- Эльфы захватывают в плен Торина и его гномов, Трандуил предлагает Торину сделку - он отпустит гномов в обмен на самоцветы из пещер Одинокой Горы - реликвию эльфов, которую Трандуил когда-то заказал у гномов для своей супруги, но гномы ее не отдали эльфам. Торин отказывает ему в грубой форме, напоминая, как эльфы сначала увели свои войска после падения Эребора, а после отказали в приюте. Трандуил говорит, что предупреждал деда Торина, Трора, об опасности со стороны драконов, ведь сам когда-то воевал с «Великими Змеями севера». В качестве подтверждения король эльфов на короткое время снимает иллюзию красоты со своего настоящего лица, обезображенного шрамами, Трандуил заключает гномов в тюрьму.
- Трандуил замечает, что его сын Леголас оказывает внимание простой лесной эльфийке Тауриэль, он против этого союза и приказывает Тауриэль не обнадеживать Леголаса, чем ранит ее.
- Эльфы захватывают в плен орка, Трандуил допрашивает его, орк открывает Трандуилу, что великое зло вернулось, король обезглавливает орка и приказывает запечатать королевство, чтобы защитить его от надвигающегося зла.

В третьем фильме Хоббит: Битва пяти воинств:
- После взятия гномами Одинокой горы Трандуил возвращается на своем большерогом олене, чтобы забрать ценные самоцветы - реликвию своего народа.
- Гэндальф предупреждает Трандуила и Барда, что сюда идут орки, чтобы взять Одинокую гору.
- Бильбо передает ценный камень Сердце горы Трандуилу и Барду, чтобы эльфы и люди смогли договориться с гномами.
- Эльфы и люди отправляются на взятие горы, но на помощь гномам Одинокой горы прибывает Даин со своей армией гномов, который задирает Трандуила, называя его "трусливой лесной феей" и "остроухой принцессой", но неожиданно нападают орки, и Трандуил возглавляет эльфийскую армию в битве с орками (в расширенной версии перед прибытием орков между эльфами и гномами происходит короткая стычка).
- Прибывший в Дейл вместе с Тауриэль Леголас сообщает Гэндальфу, что приближается ещё одна армия орков во главе с Больгом, и первым делом она закрепится на Вороньей Высоте. Трандуил отзывает свои войска - на сегодня достаточно пролито крови эльфов. Тауриэль встает на пути Трандуила и требует, чтобы он выступил на стороне гномов на Вороньей Высоте (среди гномов находится Кили - ее возлюбленный), он с презрением отказывается, какая разница, когда они умрут, они смертны, Тауриэль возмущается, что Трандуил считает жизнь гномов ничтожной, обвиняет его в том, что в нем нет ни капли любви, Трандуил взрывается - что ты знаешь о любви, твои чувства к этому гному ненастоящие, ты готова умереть за свою любовь? Леголас останавливает Трандуила и говорит Тауриэль, что идет с ней на Воронью Высоту. В удаленной сцене Гэндальф говорит Трандуилу, что супруга оставила ему не только камни, но и сына, чего бы она хотела, что бы он ценил больше - камни или сына?
- Леголас видит, с какой любовью Тауриэль прощается с погибшим гномом Кили, которого она искренне полюбила, уходит и говорит Трандуилу, что он не может вернуться в королевство, Трандуил советует ему разыскать на севере воина из народа Дунэдайн, которого зовут Странник. Когда Леголас спрашивает, как его настоящее имя, Трандуил говорит, что ему придётся узнать его самому. Трандуил говорит Леголасу, что его мать любила его больше жизни, и с болью отпускает сына. Тауриэль оплакивает Кили, Трандуил, который когда-то в сражении потерял супругу, сочувствует и поддерживает ее.